# 贡什泰特
贡什泰特（法語：Gunstett，发音：[gunʃtɛt]）是法国下莱茵省的一个市镇，属于阿格诺-维桑堡区和赖什索芬县（Reichshoffen）。该市镇总面积6.3平方公里，2009年时的人口为687人。

## 人口
贡什泰特人口变化图示